# Pula (Veszprém)
Pour les articles homonymes, voir Pula (homonymie).
Pula est un village et une commune du comitat de Veszprém en Hongrie.